# Бенкс-Лейк-Саут (Вашингтон)
Бенкс-Лейк-Саут (англ. Banks Lake South) — переписна місцевість (CDP) в США, в окрузі Грант штату Вашингтон. Населення — 234 особи (2020).

## Географія
Бенкс-Лейк-Саут розташований за координатами 47°37′48″ пн. ш. 119°16′28″ зх. д. / 47.63000° пн. ш. 119.27444° зх. д. (47.630072, -119.274437).  За даними Бюро перепису населення США в 2010 році переписна місцевість мала площу 7,52 км², з яких 6,31 км² — суходіл та 1,21 км² — водойми.

## Демографія
Згідно з переписом 2010 року, у переписній місцевості мешкали 174 особи в 86 домогосподарствах у складі 54 родин. Густота населення становила 23 особи/км².  Було 106 помешкань (14/км²).
Расовий склад населення:
| - 96,0 % — білих - 2,3 % — корінних американців |

До двох чи більше рас належало 1,7 %. Частка іспаномовних становила 0,0 % від усіх жителів.
За віковим діапазоном населення розподілялося таким чином: 14,9 % — особи молодші 18 років, 52,9 % — особи у віці 18—64 років, 32,2 % — особи у віці 65 років та старші. Медіана віку мешканця становила 57,6 року. На 100 осіб жіночої статі у переписній місцевості припадало 112,2 чоловіків;  на 100 жінок у віці від 18 років та старших — 111,4 чоловіків також старших 18 років.
За межею бідності перебувало 55,0 % осіб, у тому числі 85,5 % дітей у віці до 18 років та 0,0 % осіб у віці 65 років та старших.
Цивільне працевлаштоване населення становило 37 осіб. Основні галузі зайнятості: освіта, охорона здоров'я та соціальна допомога — 37,8 %, роздрібна торгівля — 27,0 %, сільське господарство, лісництво, риболовля — 16,2 %, оптова торгівля — 10,8 %.